# Laurentides—Labelle
Circonscription électorale fédérale du Canada
Laurentides—Labelle est une circonscription électorale fédérale canadienne située au Québec. Elle est représentée à la Chambre des communes par Marie-Hélène Gaudreau (Bloc québécois) depuis les élections fédérales de 2019.

## Géographie
La circonscription se trouve au nord de Gatineau et au nord-ouest de Montréal, dans la région québécoise des Laurentides. Elle est constituée des MRC d'Antoine-Labelle et des Laurentides, ainsi que la partie centrale des Pays-d'en-Haut entourant la ville de Saint-Sauveur. 
Elle comprend:
- Les villes de Saint-Sauveur, Sainte-Agathe, Mont-Laurier, Mont-Tremblant, Sainte-Adèle, Estérel, Sainte-Marguerite-du-Lac-Masson, Val-David, Barkmere et  Rivière-Rouge
- Les municipalités de Piedmont, Val-Morin, Sainte-Lucie-des-Laurentides, Lantier, Ivry-sur-le-Lac, Val-des-Lacs, Lac-Supérieur, Mont-Blanc, Montcalm, Huberdeau, La Conception, Labelle, Lac-Tremblant-Nord, La Macaza, L'Ascension, Nominingue, La Minerve, Chute-Saint-Philippe, Lac-Saint-Paul, Mont-Saint-Michel, Sainte-Anne-du-Lac, Ferme-Neuve, Saint-Aimé-du-Lac-des-Îles, Lac-du-Cerf, Kiamika, Notre-Dame-de-Pontmain et Notre-Dame-du-Laus
- Les municipalités de canton de Arundel et Amherst,
- La municipalité de village de Lac-Saguay
- La municipalité de paroisse de Brébreuf
- La réserve indienne de Doncaster
- Les territoires non organisés de Lac-Ernest, Lac-Bazinet, Baie-des-Chaloupes, Lac-Akonapwehikan, Lac-Marguerite, Lac-Wagwabika, Lac-Oscar, Lac-Douaire, Lac-de-la-Maison-de-Pierre et Lac-De La Bidière

Les circonscriptions limitrophes sont Argenteuil—La Petite-Nation, Pontiac, Saint-Maurice—Champlain, Joliette et Rivière-du-Nord.

## Historique
La circonscription est créée en 2003 avec des portions de Laurentides, Pontiac et Argenteuil—Papineau—Mirabel. Lors du redécoupage électoral de 2013, ses limites ne sont pas modifiées.

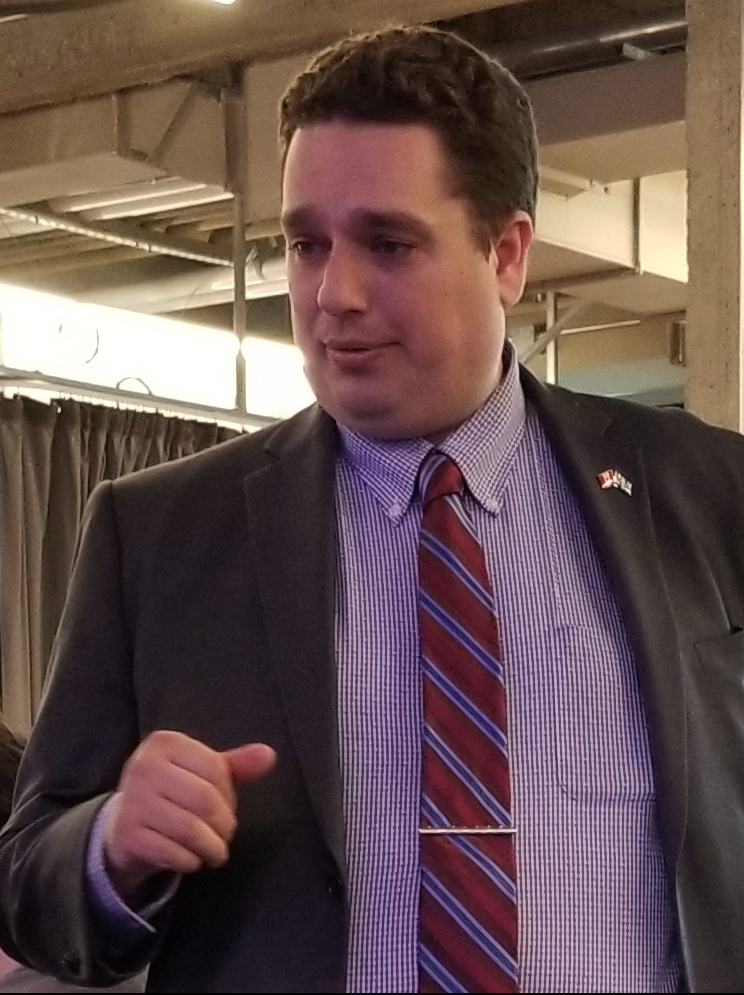
David Graham est le député de Laurentides—Labelle de 2015 à 2019.

## Députés
| Législature                                                                      | Années        | Député                | Parti | Parti          |
| -------------------------------------------------------------------------------- | ------------- | --------------------- | ----- | -------------- |
| Laurentides—Labelle issue de Laurentides, Pontiac et Argenteuil—Papineau—Mirabel |               |                       |       |                |
| 38e                                                                              | 2004–2006     | Johanne Deschamps     |       | Bloc québécois |
| 39e                                                                              | 2006–2008     | Johanne Deschamps     |       | Bloc québécois |
| 40e                                                                              | 2008–2011     | Johanne Deschamps     |       | Bloc québécois |
| 41e                                                                              | 2011–2015     | Marc-André Morin      |       | Néo-démocrate  |
| 42e                                                                              | 2015–2019     | David Graham          |       | Libéral        |
| 43e                                                                              | 2019–2021     | Marie-Hélène Gaudreau |       | Bloc québécois |
| 44e                                                                              | 2021–2025     | Marie-Hélène Gaudreau |       | Bloc québécois |
| 45e                                                                              | 2025–en cours | Marie-Hélène Gaudreau |       | Bloc québécois |

## Résultats électoraux
|       | Candidat            | Parti          | # de voix | % des voix |
|       | Sylvain Charron     | Conservateur   | +06 204,  | 9,82 %     |
|       | Johanne Régimbald   | Bloc québécois | +18 807,  | 29,77 %    |
|       | David Graham        | Libéral        | +20 282,  | 32,11 %    |
|       | Simon-Pierre Landry | NPD            | +16 624,  | 26,32 %    |
|       | Niloufar Hedjazi    | Vert           | +01 251,  | 1,98 %     |
| Total | Total               | Total          | 63 168    | 100 %      |

|       | Candidat                     | Parti              | # de voix | % des voix |
|       | Guy Joncas                   | Conservateur       | +05 246,  | 9,27 %     |
|       | Johanne Deschamps (sortante) | Bloc québécois     | +17 799,  | 31,45 %    |
|       | Jean-Marc Lacoste            | Libéral            | +07 169,  | 12,67 %    |
|       | Marc-André Morin             | NPD                | +24 800,  | 43,83 %    |
|       | François Beauchamp           | Vert               | +01 423,  | 2,51 %     |
|       | Mikaël St-Louis              | Marxiste-léniniste | +00149,   | 0,26 %     |
| Total | Total                        | Total              | 56 586    | 100 %      |

|       | Candidat                     | Parti          | # de voix | % des voix |
|       | Guy Joncas                   | Conservateur   | +06 914,  | 13,04 %    |
|       | Johanne Deschamps (sortante) | Bloc québécois | +24 956,  | 47,08 %    |
|       | Pierre Gfeller               | Libéral        | +14 143,  | 26,68 %    |
|       | David Dupras                 | NPD            | +04 896,  | 9,24 %     |
|       | Jacques Rigal                | Vert           | +02 094,  | 3,95 %     |
| Total | Total                        | Total          | 53 003    | 100 %      |